# Fan Xiaofan
 (novembre 2017).
Si vous disposez d'ouvrages ou d'articles de référence ou si vous connaissez des sites web de qualité traitant du thème abordé ici, merci de compléter l'article en donnant les références utiles à sa vérifiabilité et en les liant à la section « Notes et références ».
Fan Xiaofan (chinois simplifié : 范小梵 ; pinyin : Fàn Xiǎofán), née le 23 octobre 1918 à Tongcheng dans la province de l’Anhui en Chine et morte le 22 mai 2009, est une femme de lettre chinoise.
Son nom de naissance est Fan Kunyuan (chinois simplifié : 范坤元 ; pinyin : Fàn Kūnyuán), elle le modifia en Fan Xiaofan lorsqu'elle fuit sa famille pour épouser Xihou Zhu.

## Biographie

### Famille
Son père Fan Weitang (范畏堂) est la vingt-huitième génération des descendants de Fan Zhongyan (范仲淹), homme d’État réputé de la dynastie des Song du Nord. Fan Weitang a passé l’examen impérial des Qing et a obtenu le titre de « lettré sélectionné »(举人). Il renonce pourtant à son poste assigné en tant que magistrat d’une commune par désespoir face à la corruption des autorités, et enseigne dans une école privée d’une grande famille à Hunan. Il travaille également comme médecin traditionnel.
La mère de Fan Xiaofan, Wang Jianyu (汪鉴予) est issue d’une grande famille de Tongcheng de la province de l’Anhui. Alors que son mari enseigne à l’école, elle élève leurs enfants et travaille dans les champs. Elle aide toujours les pauvres et les réfugiés qui sont exilés dans leur commune à cause de l’inondation de la rivière Huai He de l’Anhui. Avec sa fille, Fan Xiaofan (Fan Kunyuan, à l’époque), elle rend visite aux réfugiés les plus pauvres dont les enfants sont les plus nombreux, et leur donne de l’argent pour vivre.
Wang Jianyu faisait aussi des broderies. Afin de mieux soutenir la famille, elle vendait des trousses d’écolier aux élèves allant participer à l’examen impérial. Ainsi, elle connaît beaucoup d’étudiants travailleurs et a beaucoup appris de leur part. En tant que son quatrième enfant, Fan Xiaofan fut assez influencée par son éducation en poésie et en littérature.
Le frère de Fan Xiaofan, Fan Xiheng (zh), est né à Tongcheng dans l’Anhui le 9 octobre 1906. C’est un écrivain, traducteur et professeur très connu en Chine. Il montre ses talents en littérature et en poésie dès son plus jeune âge. En 1929, il intègre l’Université Catholique de Louvain en Belgique où il obtient deux doctorats en littérature et en linguistique latines. Il rentre à Pékin en 1932 et enseigne comme professeur à l’Université franco-chinoise de Pékin.

### Jeunesse
Dès son retour en Chine, Fan Xiheng accueille ses parents et ses deux sœurs à vivre dans sa résidence de Pékin. Très talentueuse, ayant fini ses études de collège en une année, Fan Xiaofan entre au Premier lycée de filles de Pékin, où elle rencontre Zhuo Lin 卓琳 (future femme de Deng Xiaoping) et Zhang Ruifang (future actrice célèbre) et deviennent les meilleures camarades et amies. Le 9 décembre 1935, Fan Xiaofan participe au mouvement étudiant anti-japonais pour manifester la volonté de sauver le pays contre l’invasion japonaise, ainsi que pour appeler à libérer de prison les professeurs de l’organisation clandestine arrêtés pour avoir diffusé les idées anti-japonaises. Elle joue aussi un rôle dans une pièce de théâtre anti-japonaise « Mets bas ton fouet 放下你的鞭子» avec Zhang Ruifang.

### Mariage
À la même époque, Fan Xiaofan rencontre Zhu Xihou (Tchou Si Ho en français ; 朱錫侯) qui suivait le cours de français donné par son frère Fan Xiheng. Il travaille sur la philosophie à l’Université franco-chinoise de Pékin. Étant tombé amoureux, Zhu Xihou écrit une lettre à Fan Xiheng pour lui demander la main de sa sœur, mais ce dernier refuse, considérant le milieu familial de son possible beau-frère trop pauvre. Fan Xiaofan, quant à elle, est renvoyée dans sa ville natale par sa famille pour éviter ce mariage. À Tongcheng, elle renonce à toutes les propositions de mariages arrangés, même celle qui promet de l’envoyer en Angleterre pour ses études supérieures. Finalement, à l’aide de Zhuo Lin et Zhang Ruifang, Fan Xiaofan réussit à fuir sa famille et à revenir à Pékin. Le 1er février 1937, Fan Xiaofan et Zhu Xihou se marient à Pékin. Beaucoup d’intellectuels célèbres participent à la réception du mariage, dont Zhu Guangqian 朱光潜, fondateur des études esthétiques en Chine.

### Les années de guerre
Moins de six mois après leur mariage, l’incident du pont de Lugou, la bataille qui oppose l'Armée nationale révolutionnaire de la République de Chine à l'Armée impériale japonaise, se produit. Zhu Xihou et Fan Xiaofan quittent Pékin et vont vers le Sud pour rejoindre Hang Zhou, ville natale de Zhu Xihou. Par la suite, son mari embarque pour la France avec le soutien de l’Université franco-chinoise de Pékin. Au port de Shanghai, ni lui, ni Fan Xiaofan ne savent que cette séparation durera huit ans.
Selon le journal intime de Fan Xiaofan, ces huit ans furent une période de vagabondage et de bouleversements. Avant leur séparation, elle promet à son mari de bien s’occuper de sa belle-mère et de son beau-frère cadet. Afin de ne pas tomber sur les champs de bataille, elle parcourt avec la famille des villes du Zhejiang. En même temps, pour nourrir la famille, elle pratique successivement plusieurs emplois : maîtresse d’école, professeur au collège, ou préceptrice privée, ainsi qu’actrice dans des théâtres anti-japonais, et conservatrice du registre du cadastre. Mais il arrive également, qu’elle tombe plusieurs fois au chômage et souffre de la faim. Lorsqu’elle quitte finalement le Zhejiang, elle donne tout son argent à son amie Hu Jianhong 胡剪虹 pour l’encourager à passer le concours à l’École spéciale de musique à Jinhua. Mais elle-même part à Shangrao du Jiangxi et tombe encore une fois au chômage.
Entre 1941 et 1942, Fan Xiaofan travaille comme annonceuse dans une station de radio sous le partenariat du parti communiste et du parti nationaliste pour encourager les soldats chinois dans la guerre contre le Japon. Pendant la guerre, elle perd contact avec son mari qui souffre aussi sous l’occupation en France. En 1944, Fan Xiaofan est choisie pour être la première journaliste féminine du Quotidien central à Kunming, mais un an après elle est obligée de quitter ce poste.
En août 1945, la grande guerre prend fin et Zhu Xihou rentre de l’Europe avec ses deux doctorats en physiologie et en psychologie, et rejoint sa femme Fan Xiaofan à Kunming dans la province du Yunnan. Durant cette séparation de huit ans, Fan Xiaofan garde toujours l’habitude d’écrire son journal intime.

### Après la guerre
Dès son retour, Zhu Xihou est invité par Xiong Qinglai 熊庆来, le président de l’Université de Yunnan, à enseigner en tant que professeur en physiologie, psychologie et esthétique. En 1951, Zhu Xihou participe à la fondation de l’Association chinoise des sciences physiologiques et à la Société chinoise de psychologie. Depuis l’établissement de la Faculté de médecine de Kunming en 1956, il est engagé comme responsable du bureau des études physiologiques ainsi que professeur de physiologie.
Cependant, en 1955, Zhu Xihou est condamné pour sa participation au groupe contre-révolutionnaire de Hu Feng (胡风). Il souffre tellement de l’humiliation et de l’injustice, de la torture et des mauvais traitements pendant les interrogatoires, qu’il essaie, deux fois, de se suicider en se jetant par la fenêtre. En 1958, Zhu Xihou est répertorié sous l'étiquette politique de « droitiste ». Malgré son état physique inquiétant, il doit continuer son enseignement et souffrir des luttes qui l’humilient sans cesse.
Fan Xiaofan est envoyée pour travailler comme ouvrière sur les sites de construction. Pendant la période de la Révolution culturelle, elle est condamnée à la suite des rumeurs comme « espionne de l’Organisation coopérative des techniques spéciales sino-américaine à Chongqing qui ont tué Jiangjie 江姐 et XU Yunfeng 许云峰 », simplement parce qu’elle avait travaillé comme annonceuse de radio à Shangrao pendant la guerre. Elle subit toujours des séances de luttes où on l’insulte et la frappe. Mais elle ne s’abandonne jamais et soutient toujours son mari et sa famille. Fan Xiaofan aide son mari à préparer son enseignement, à traduire les œuvres en langues étrangère, à écrire les autocritiques et confessions à soumettre. Après la Révolution culturelle, ayant obtenu la réhabilitation politique, Zhu Xihou retrouve son poste de professeur de psychologie à l’université de Hangzhou, et Fan Xiaofan assiste également son travail d’enseignement. En effet, la plupart des écritures de Zhu Xihou sont arrangées et transcrites par Fan Xiaofan.
Depuis 1949, Fan Xiaofan travaille à la fois comme enseignante, ouvrière à l’imprimerie du comité de voisinage. Elle a également suivi les cours de nuit en médecine pendant cinq ans et a obtenu un résultat excellent. Mais elle ne pouvait jamais participer aux activités professionnelles formelles à cause du contrôle interne politique. Elle ne touche donc aucune pension de retraite, ni même d’assurance maladie.

## Regard sur son œuvre
La route d’exil sous le vent et la pluie 风雨流亡路 sont les mémoires de guerre de Fan Xiaofan.
Fan Xiaofan et son mari ont aussi traduit plusieurs œuvres occidentales en chinois, mais elles ont été confisquées pendant la Révolution culturelle et ont disparu à jamais. Pendant leurs dernières années, sous le nom de XiFan (nom composé de leurs prénoms), ils traduisirent l’« Essai de Walter Pater sur Sandro Botticelli » (publié par la revue Meishuluncong Traductions des articles sur les beaux-arts), et Recueil des essais d’Alphonse Daudet (publié par la maison d’édition Baihuachubanshe).